# Marvin Potzmann
Marvin Potzmann (Vienna, 7 dicembre 1993) è un calciatore austriaco, difensore del Bad Waltersdorf.

## Carriera

### Giovanili
Potzmann ha iniziato la sua carriera nel Post SV Vienna, dove giocò nel 1999-2001. Nel 2001 si trasferisce in Burgenlandzum nel SV Ollersdorf, dove è stato fino al 2007 nella squadra giovanile. Dopo essere stato nella Accademia Burgenland, si trasferisce nel settore giovanile del SV Mattersburg un anno dopo.

### Carriera da professionista
Nel 2010 è arrivata la prossima mossa della carriera e Potzmann entra nella squadra di Mattersburg Amateure nella Regional League Oriente. Ci ha giocato nella sua prima stagione undici volte. I dilettanti sono arrivati decimi in campionato. Nella stagione successiva il centrocampista matura per la carriera di calciatore. Viene stato premiato e inserito nella prima squadra dall'allenatore Franz Lederer. Diverse buone prestazioni lo hanno fatto debuttare nel massimo campionato austriaco il 22 maggio 2011 nella trasferta contro il Kapfenberger SV. Potzmann entra al 67' per Ilco Naumoskieingewechselt. La partita a Kapfenberg terminò 1: 2.
Dopo la retrocessione del Mattersburg nel 2013 si trasferisce al SV Grödig che viene promosso nello stesso anno. Dopo due stagioni a Salisburgo lui non ha rinnovato il suo contratto con scadenza nel giugno 2015 e si trasferisce a titolo gratuito allo Sturm Graz. Ha firmato un contratto per due anni con un'opzione per un altro.

## Palmarès

### Competizioni nazionali
- Coppa d'Austria: 1

Sturm Graz: 2017-2018